# Дом Гоголя
Дом Гоголя (официальное название Дом Н. В. Гоголя — мемориальный музей и научная библиотека) — государственное бюджетное учреждение культуры города Москвы, посвящён писателю Николаю Гоголю. Расположен в бывшей усадьбе графа Александра Толстого по адресу Никитский бульвар, 7а, где писатель прожил четыре года — с 1848 до своей смерти в 1852-м. На начало 2018 года музей является единственным центром памяти Гоголя в России.
Музейная экспозиция состоит из шести мемориальных комнат, расположенных на первом этаже здания. В хранении научной библиотеки находятся более 300 томов прижизненных и более поздних изданий Николая Гоголя. Ежегодно проводится научная конференция «Гоголевские чтения», концерты и художественные выставки. С 2014 года в рамках мемориального центра функционирует арт-пространство «Новое крыло».

## История

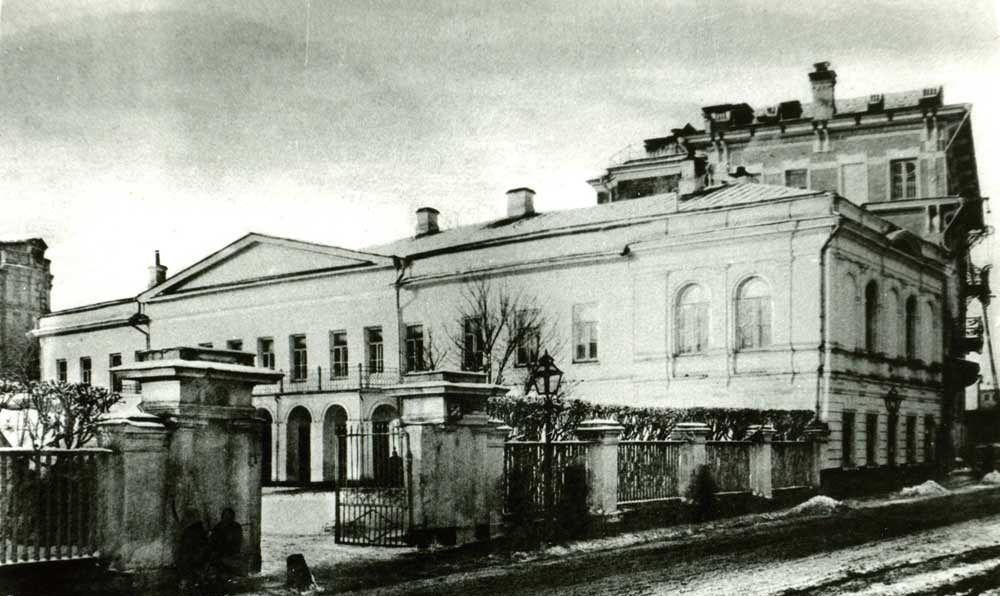
Дом Гоголя в 1900-х годах

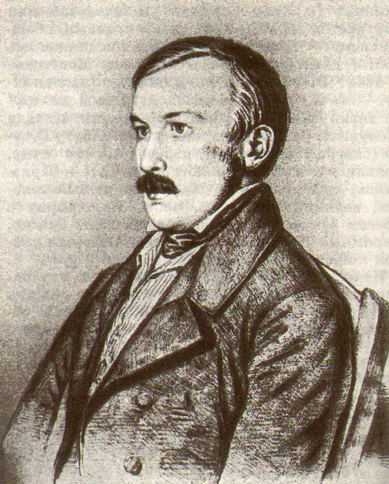
Портрет графа Александра Толстого, 1840-е годы

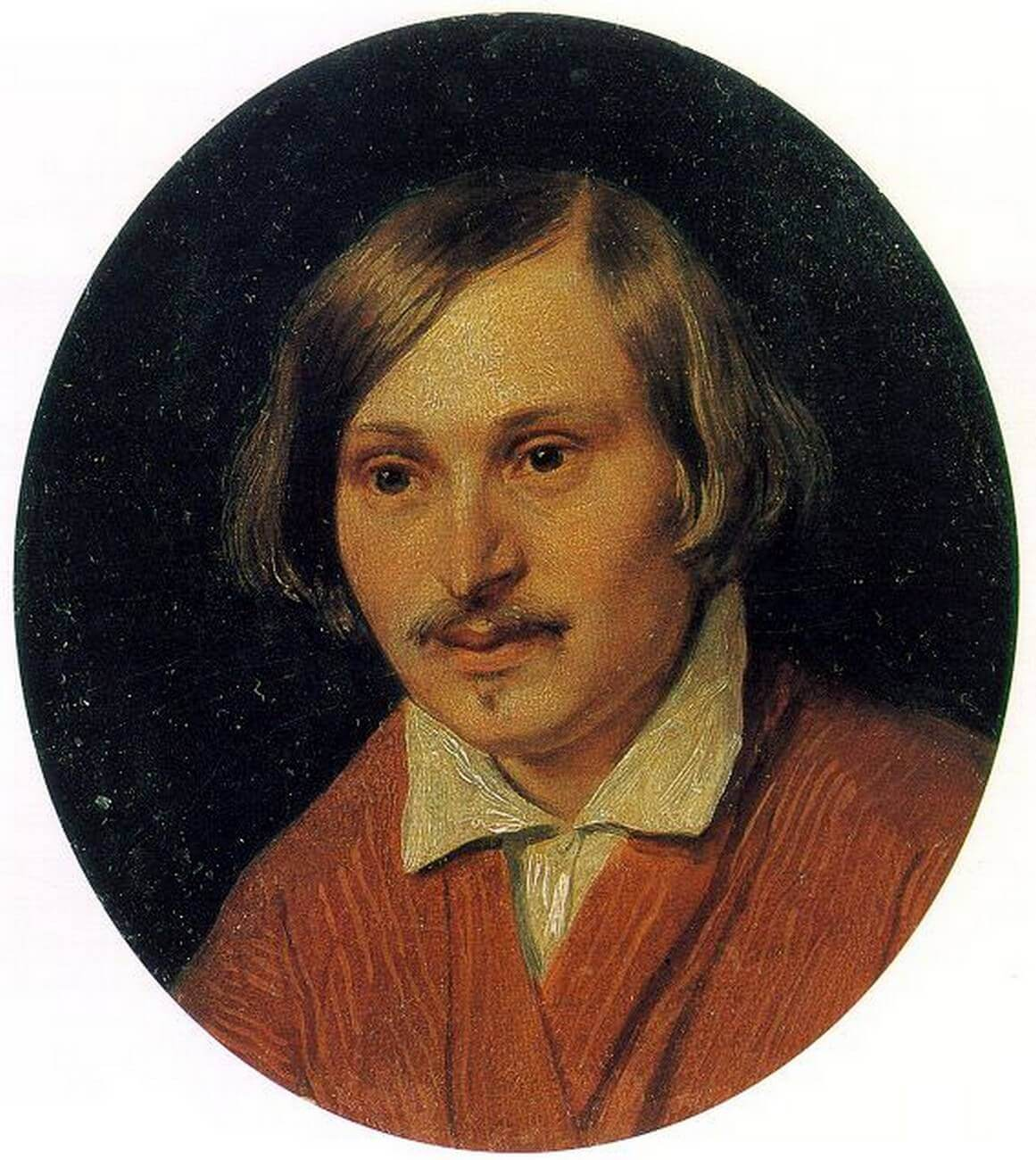
Портрет Николая Гоголя кисти художника Александра Иванова, 1841

### Здание до Гоголя
История здания прослеживается с XVII века, когда на участке, принадлежавшем сотнику Ивану Бутурлину, были построены первые каменные палаты. Впоследствии зданием владели семья Алексея Плохово, а также жена тайного советника Мария Салтыкова. В 1802 году под её руководством был составлен план постройки, объединяющий отдельно стоящие палаты здания. Современные формы придал усадьбе следующий владелец имения — коллежский асессор Дмитрий Болтин, увеличив в 1809 году её длину с 14 до 22 саженей. Во время пожара 1812 года были уничтожены все деревянные постройки во дворе участка, а каменное строение сильно пострадало. К 1822 году усадьба была перестроена новым владельцем генерал-майором Александром Талызиным, который увеличил размеры участка и видоизменил фасады. Николай Гоголь въехал в усадьбу в 1848-м по приглашению новых владельцев — графов Александра и Анны Толстых. Ему отвели две комнаты в нижнем этаже дома, где писатель прожил до своей смерти в 1852 году.

### Жизнь писателя в Москве
Николай Гоголь впервые посетил Москву в июне 1832 года. Благодаря знакомству с историком Михаилом Погодиным он был введён в круг литераторов и стал бывать в гостях у Сергея Аксакова, Михаила Щепкина, Петра Киреевского, Алексея Хомякова, Александра Черткова, Василия Боткина и других. В период с 1832 по 1848 год Гоголь неоднократно посещал Москву, останавливаясь у Сергея Шевырёва и Михаила Погодина, ссора с которым в 1848 году и послужила поводом для принятия приглашения графа Толстого поселиться в доме на Никитском бульваре. В этой усадьбе писатель продолжил работать над вторым томом «Мёртвых душ», рукопись которого он сжег за несколько дней до своей смерти. Известно, что в гости к Гоголю приходили Иван Тургенев, Михаил Погодин, Сергей Аксаков, Михаил Щепкин, Александра Смирнова-Россет, Степан Шевырёв.
Первая [комната] вся устлана зеленым ковром, с двумя диванами по двум стенам (1-й от двери налево, а 2-й за ним, по другой стене); прямо печка с топкой, заставленной богатой гардинкой зеленой тафты (или материи) в рамке; рядом дверь у самого угла к наружной стене, ведущая в другую комнату, кажется, спальню, судя по ширмам в ней, на левой руке; в комнате, служащей приемной, сейчас описанной, от наружной стены поставлен стол, покрытый зеленым сукном, поперек входа к следующей комнате (спальне), а перед первым диваном тоже такой же стол.Писатель Осип Бодянский

### Создание музея
В 1923 году по инициативе Надежды Крупской в здании усадьбы графа Александра Толстого на Никитском бульваре (дом № 7) в Москве, где жил (с осени 1851 года) и умер Николай Васильевич Гоголь, была организована библиотека Наркомпроса. По последним разысканиям в архивах документы позволяют сделать однозначный вывод, что Библиотека была основана в 1926 г. Сначала она получила название «Городская библиотека № 130», а в 1961 году — «Городская библиотека № 2». В 1966 году решением Исполкома Моссовета здание было передано Городской библиотеке № 2. С 1976 по 1977 годы в здании шёл ремонт. Через два года после его окончания на первом этаже музея открылись мемориальные комнаты Николая Гоголя, обстановку которых воссоздали по воспоминаниям его современников, а в 1979 году — Городская библиотека № 2 была переименована в Библиотеку имени Н. В. Гоголя. В фонде библиотеки хранится большая коллекция партитур русских и советских композиторов, более трёхсот томов собраний сочинений прижизненных и посмертных изданий Гоголя, коллекция научных трудов по биографии и научному наследию писателя. Библиотека также занимается литературным краеведением.
Экспозиция музея расположена в шести комнатах первого этажа. По замыслу художника и автора экспозиции музея Леонтия Озёрникова, в каждой комнате есть символическая инсталляция в виде «ведущего» предмета. В прихожей акцент сделан на сундук, символизирующий частые путешествия Гоголя и его временное пребывание в Москве. В гостиной центральным объектом является камин, который связывается с сожжением второго тома «Мёртвых душ». В кабинете Гоголя стоит кресло, представляющее первое прочтение Гоголем пьесы «Ревизор» перед приглашёнными литераторами, а в «Комнате памяти» хранится посмертная маска писателя.
Основной проблемой организации экспозиции стало отсутствие мемориальных вещей Гоголя. В связи с этим, большое количество экспонатов было взято из коллекций близких друзей писателя: диван Александра Островского, стол Михаила Погодина, фаянсовая чернильница — дар художника Элия Билютина — была привезена из Кибинец, где Гоголь проводил время со своей матерью. По экспозициям доступен виртуальный тур.
Ведущий исследователь жизни и творчества Н. В. Гоголя Игорь Золотусский считает, что «театр вещей», открытый в комнатах Гоголя, является «позорным осмеянием памяти писателя», так как Гоголь пережил в этих стенах дома многие трудности: написание и сожжение второго тома «Мёртвых душ», отказ семьи Виельегорских в сватовстве к их дочери, смерть писателя. По мнению Золотусского, организаторы экспозиции не смогли передать религиозные взгляды Гоголя:
«Душа Гоголя запрятана», как объясняют те, кто это придумал, «в сундук Пандоры». Сундук стоит на колёсах, как бы изображая, с одной стороны, вместилище души писателя, а с другой — бричку Чичикова. Гоголь был человек религиозный, искренне верующий, а его заткнули в языческий постмодернистский ящик! Ещё там есть лазерное шоу. Механизм, который «отражает тени умерших, когда-то посещавших этот дом, возле камина, где Гоголь сжёг второй том». Он сжёг второй том не в камине, а в печке с топкой, как пишут люди, знавшие его!
Ирина Монахова также считает, что лазерные технологии не должны использоваться в музейной экспозиции, посвящённой жизни Гоголя: «Всё-таки хочется надеяться, что в дальнейшем музей Гоголя, шагнув из „комнат“ во всё здание, перерастёт сегодняшний „игровой“ период и дозреет до глубокой классической простоты музейного жанра, и тогда Гоголю будет здесь просторно, а вещи второстепенные (технические новшества и спецэффекты) займут более скромное место».
Вопрос реставрации здания после ремонта затрагивает реставратор и искусствовед Савва Ямщиков: «Музея по-прежнему нет. Есть мемориальные комнаты при городской библиотеке имени Гоголя. Ещё 20 лет назад мы с Игорем Золотусским говорили о необходимости открытия музея. И предлагали библиотеку переместить в соседнее помещение, а всё правое крыло дома отдать музею. Но этого не сделали до сих пор. А то, что открыли в мемориальных комнатах Гоголя, я называю помесью Диснейленда с антикварным магазином на Рублёвке. Одни зеркала чего стоят…». 
Историк-искусствовед Нина Молева также утверждала, что строительные работы, проводимые в здании с 2001 по 2009 годы, привели к искажению его исторического облика.
Во дворе усадьбы на Никитском бульваре в 1959 году был установлен памятник Николаю Гоголю, созданный в 1909 году скульптором Николаем Андреевым и архитектором Фёдором Шехтелем к 100-летию со дня рождения писателя и стоявший до переноса на Пречистенском (ныне Гоголевском) бульваре. По другую сторону Арбатской площади (которая в 1919 году называлась Гоголевской) находится ещё один памятник писателю работы скульптура Николая Томского, который был установлен в 1952 году, в год столетия со дня смерти писателя. Весной 2019 года на обоих памятниках Н. В. Гоголю начались реставрационные работы, завершение которых запланировано в течение двух лет.

## Современность
В настоящее время в состав «Дома Гоголя» входит библиотека, мемориальный музей, арт-пространство «Новое Крыло» и выставочный зал. Реорганизация здания для формирования объединённого мемориального центра началась в 2001 году. В марте 2009 года был открыт «Дом Гоголя» как пространство, совмещающее «комплексное библиотечно-информационное и музейное обслуживание». Читальный зал библиотеки оборудован компьютерами и доступом к интернету, а в зале регулярно проводятся публичные встречи с деятелями культуры. В 2009 году, к 200-летию со дня рождения писателя, была открыта расширенная экспозиция. На начало 2018 года, «Дом Гоголя» является единственным музеем в России, посвящённым жизни писателя.
С 2014 года в бывшем каретном сарае усадьбы функционирует арт-пространство «Новое Крыло», в котором выставляются работы разных жанров искусства. Первые две выставки «#Авторжжёт» и «Идентичное натуральному» были посвящены символическому перемещению художественного мира Гоголя в реальный.
«Дом Гоголя» стремится сохранить «культурную память» о писателе. В центре проходят лекции по искусству и литературе, художественные спектакли и концерты, также работает детская студия. Каждый год в доме писателя проходит международная научная конференция «Гоголевские чтения».
В 2017 году в театрально-музыкальной гостиной «Дома Гоголя» открылся кинолекторий «Без ума от музыки», где еженедельно читались лекции по американскому кино 1930—1940-х годов. В том же году состоялся концерт музыкантов оркестра «Новая Опера» с программой инструментальной и вокальной музыки XVII—XIX веков и кинолекторий, посвящённый фильму Эльдара Рязанова «Карнавальная ночь». 2018 год начался со спектакля «Мёртвые Души», организованного совместно с театральным объединением «МАР-Т», музыкальной сказки «Сокровища старого сундука» и постановок спектаклей вместе с Греческим культурным центром.